# 供物
供物（くもつ、英: offering）とは、宗教儀礼における供儀行為の目的達成のために、信仰対象に捧げられるもののことである。
「供え物」や「お供え」とも。

## 概説
供物は供儀との関係によって意味をもつ。

### 供物のもつ意味
供物に関する解釈はさまざまである。ビアッティ（Beattie, J.）は供儀の象徴的な側面こそが本質であるとし、人間と超自然的な存在との間にも互酬的な面がある、つまり人間と霊との関係には常に何らかの交換が行われている面があるので、それがしばしば霊に対する贈呈や譲渡となっている（物質的なもの、および非物質的なことがらを含む）、とした。

### 具体例
宗教の種類によりさまざまな供物があり、例えばカトリック教会では聖餐式（ミサ）におけるパンとぶどう酒が供物にあたる。
仏教で仏や死者に花を供えることは供花（くげ）といい、供華とも書き、「くうげ」ともいう。仏教はその発生当初から花を供えることと深くかかわっていて、仏教教典にもその功徳が説かれ、「花は仏の供養の第一」とされた。日本の仏教では生花やお水や、果物、菓子類などを供える。
神道では米、飯、酒などのほか玉串、青果物、魚（生魚、干物）あるいは菓子類・飲食物等があり正月には鏡餅を供える。
物体に限らず、捧げられるものには祈り・悔悟・精進といった行為による自己犠牲の観念にある自分自身を含むこともある。

## ユダヤ教

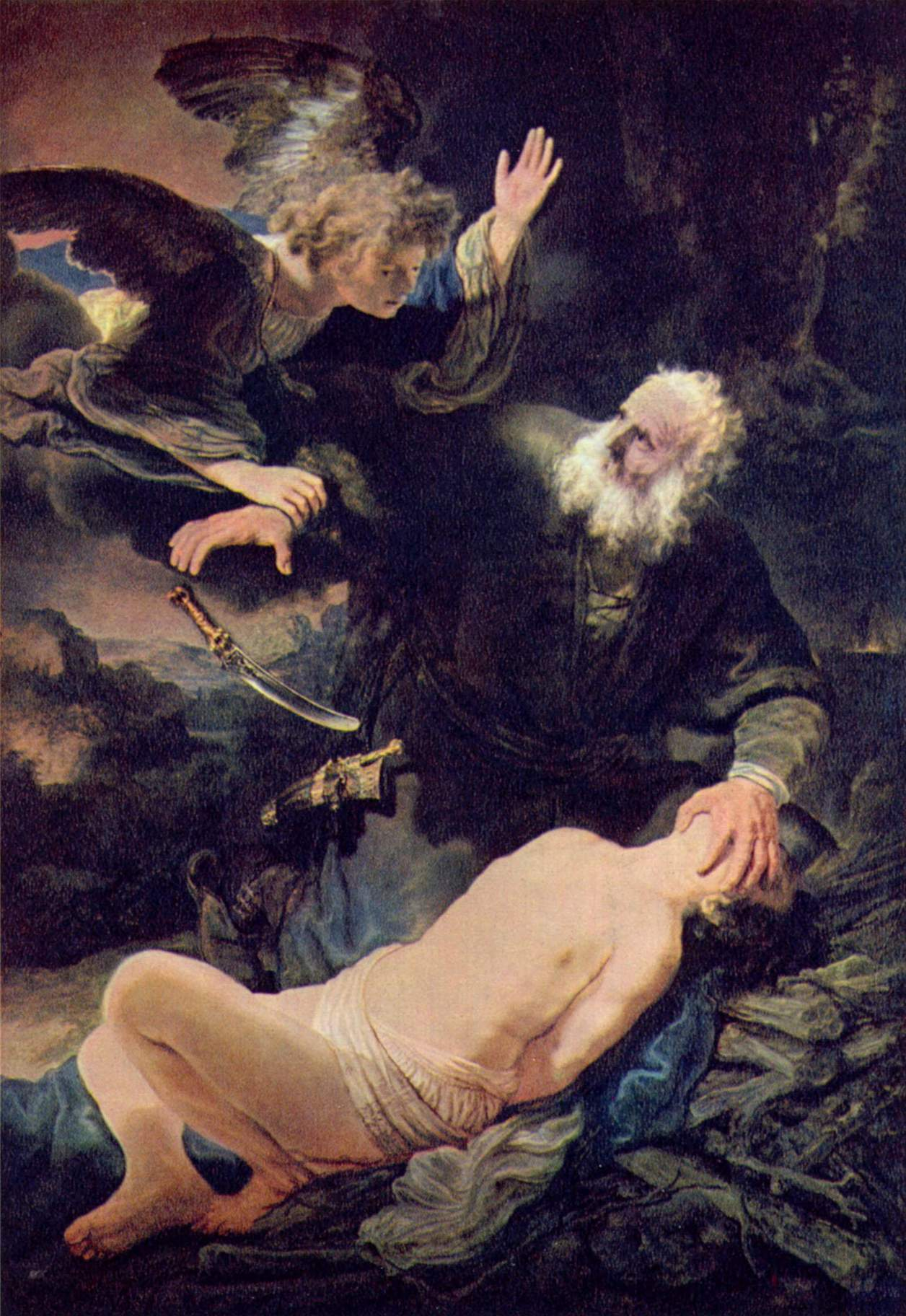
息子のイサクを神に捧げようとするアブラハムと、それを押しとどめる天使
Abraham and Isaacレンブラント、1634年

供物に関して、ユダヤ教においては、アブラハムが自分のひとり息子イサクを神に捧げた燔祭が知られている。
『旧約聖書』にみられる贖罪の羊は、セム人の罪をその身に負わされ、アザゼルのもとへと荒野を追われていった。羊や山羊といった存在も、それを供える人間と生命の本質を共有していて、その結果、人間自身を表象している。
ユダヤ人が「トーラー」と呼ぶ書物（「モーセ五書」とも呼ばれる書物群）には「コルバン」と呼ばれる供物についての規定や記述が書かれている。動物を捧げたり、「zevah shelamim」（英語で言う「peace offering」和解のための贈り物）を捧げたり、あるいは「holocaust ホロコースト」と呼ばれる供物（具体的には雄牛・羊・やぎ・はと　のいずれかを、ヤーウェにだけ捧げることを示すために祭壇で焼くこと（焼ききること）)、である。

## キリスト教

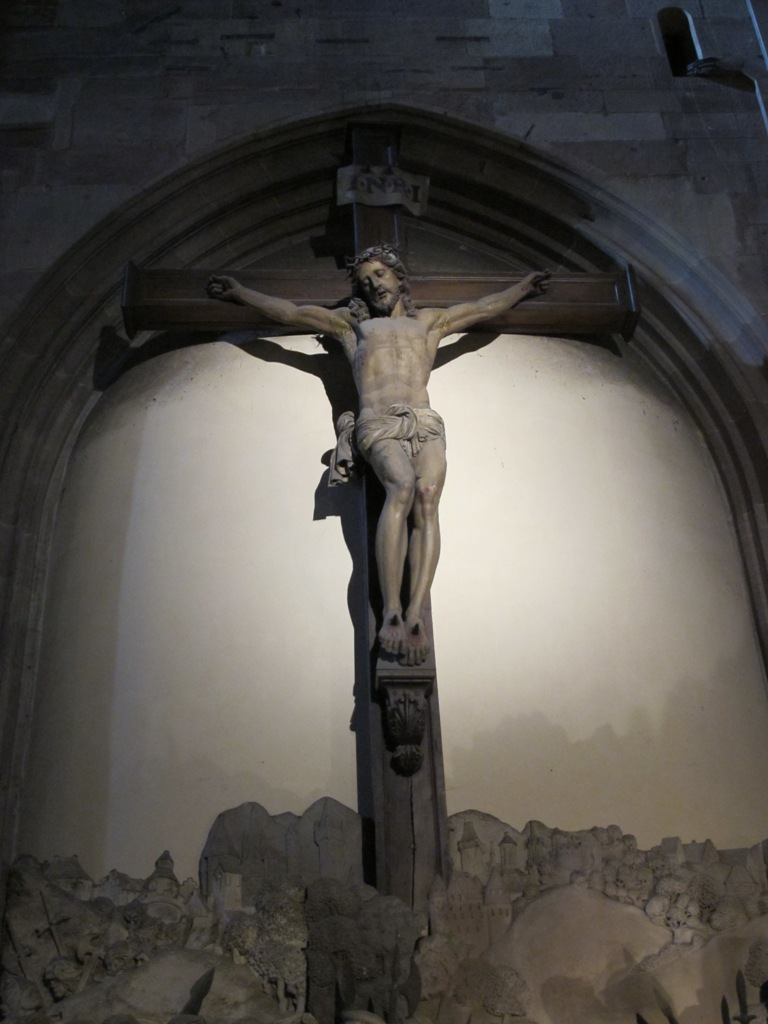
十字架にかけられたイエス・キリスト (ストラスブール大聖堂)

カトリックの神学では、アブラハムがひとり息子のイサクを生贄として捧げなければならなかったのと同じように、神もまた人類の罪をあがなうために神のひとり子であるイエスを捧げたのだ、とすることがある。
カトリックのミサでは祭壇でパン（ホスチア）とぶどう酒をささげる。
- ミサ。ホスチアをかかげているところ。

## 古代インドおよび仏教
古代インドのサンガ（ガナ）のひとつとされるヴァッジ国では、都市の内外にある祠廟（チャイティヤ）を崇め供物を絶やす事がなかったという。仏典にある「衰亡を避けるための7つの法　satta aparihaariyaa dhammaa」には供物をささげることも含まれている。
こうした行為は、ブッダが示唆したともそうでないとも言われ、その後の仏教の伝統的な行為とも共通している。
- 仏塔を前にし、線香、御花、蝋燭などを捧げる仏教徒たち（タイ王国、ワット・プラタートドーイステープ）
- バンコクの仏教寺院の供物（花、果物、菓子、米、鶏肉、蝋燭など）

日本の仏教
日本の仏教では主に、仏壇などで灯明や香華（お線香・抹香）を配し、米、飯、果物などのほか、生花などが一般的で、生花の場合は「供花（くか）」「仏花（ぶっか、ぶつばな）」と呼ばれる。

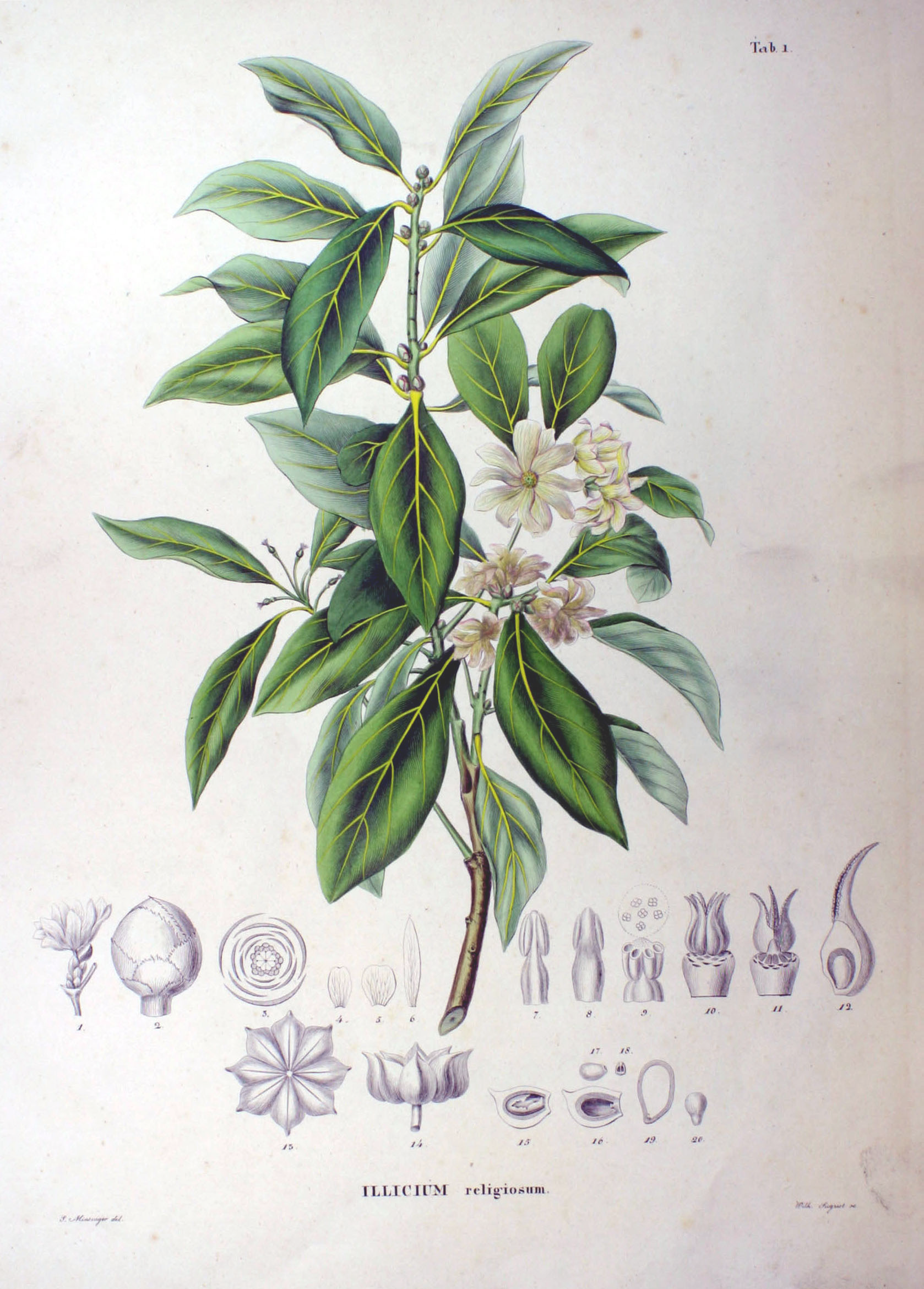
おしきみ

日蓮はシキミを好んで供えたので、日蓮宗系の各宗派では今もシキミを供え、「おしきみ」と呼ぶ。
また、葬儀・葬式や年忌では故人が好んでいたものを供えることも多い。
真言宗の不動信仰では憤怒の形相をした不動明王を本尊として火中に護摩木や供物が投ぜられる

## 道教
道教では、幽魂、正薦亡位には穀物を供え、神に対しては茶や果物を供えていた。つまり対象によって供物にも違いがあったらしい。
道教には醮（しょう）という祭りもあり、これは夜間に供物を並べて、神々に願いごとを上奏するやり方である。《隋書》経籍志の「道経序録」によると、「醮」とは災厄を消除する方法のひとつであり、夜中 星空の下で酒や乾肉などの供物を並べ、天皇太一や五星列宿を祭り、文書を上奏する儀礼、とのことである。

## 神道
神道では「饌」といい、本来は神のために調えて献上した食物や食事を指し、献饌ともいう。さらに遡れば、その土地の首長豪族が指導して田畑を開き、あるいはその土地を守護したことへの返礼として、収穫した穀物や特産品を食事として献上したことに始まるものである。
- 三方に載せられた神饌（千葉県・香取神宮）
- 鶴岡八幡宮の供物

## 特定の宗教に限定されない供物
特定の宗教とは無関係に、死者に花を供えるということも世界的に広く行われている。
事故や事件の犠牲者への供花（花の供えもの）が、事件現場や犠牲者の家の前に沢山置かれるということが世界各地で行われている。
- 1945年8月6日に広島に投下された原爆の爆心地付近にあたる広島平和記念公園で、犠牲者に花を供え、祈りを捧げる各国の首脳。2023年5月19日。
- 2011年のノルウェー連続テロ事件の犠牲者に供えられた花とキャンドル。
- 2019年にニュージーランドで起きたクライストチャーチモスク銃乱射事件の犠牲者に供えられた花。
- 池袋暴走事故 (2019年)の犠牲者に供えられた花と飲料。
- 死んだカンガルー[要出典]に供えられた花と果物（北海道・円山動物園、2011年）

欧米では花に加えてキャンドルが供えられることがしばしば行われる。
日本では花に加えて、飲料や食べ物も供えるということがしばしば行われる。
なお、日本のアニメのファンの一部には、フィクションの中の死にすぎないのだが、自分の思い入れの強いアニメのキャラクターが物語中で死んだら炭酸飲料を供える例もあるのだという。